# Hať
Hať (niem. Haatsch) – wieś w północno-wschodnich Czechach, w kraju morawsko-śląskim oraz byłym powiecie Opawskim na Śląsku Opawskim. Położony tuż przy granicy z Polską.
Populacja miejscowości wynosi około 2,600 mieszkańców.

## Historia
Pierwsza wzmianka o tej miejscowości w liście papieża Innocentego IV pochodzi z roku 1250. Już trzynastowieczna wzmianka Had przedstawiała typowo częską zmianę g > h (polskim odpowiednikiem nazwy jest Gać). Kolejna wzmianka pochodzi z roku 1439, kiedy to miejscowość ta wraz z sąsiadującymi Píšťem i Owsiszczami została przekazana przez klasztor Welehradzki panu Čeňkovi z Tworkowa. Następnie Hať widnieje w liście Jerzego z Podiebradów z roku 1468, kiedy to wieś była w posiadaniu Bernarda Bírka z Násile. Później przeszła jeszcze w ręce pana z Benešova oraz Drahotuších. Prawdopodobnie w tym czasie została zbudowana twierdza. Po połączeniu z majątkiem hulczyńskim (1517 r.) oraz szylerzowickim (1567 r.) wioska straciła na znaczeniu. W 1567 roku Hať wraz z miejscowościami Darkovice, Koblov i Szylerzowice pozyskał Karol z Vrbna. Już w 1567 r. była we wsi plebania, obok której postawiono w 1576 roku jedną z najstarszych szkół w Kraju Hulczyńskim. W roku 1609 majątek przejęła Bohunka Stošová z Kounic. W roku 1625 Hať wraz z sąsiadującymi Owsiszczami kupił Bernard Lichnowski z Voštic. W 1632 roku przeszedł w ręce hrabiego Šlika. W roku 1673 wybuchł wielki pożar, w którym spłonął lokalny młyn. Rok później wieś kupili jezuici, którzy w 1731 r. wybudowali kościół św. Mateusza. W 1787 wieś najpierw pozyskał Karol Laryš, a następnie Friedrich Eichendorff. Od 1844 r. była majątkiem Rothschildów. W roku 1894 rozbudowano kościół. Po I wojnie światowej Hať znalazł się w Czechosłowacji. W latach 1938–1945 wieś była przyłączona do III Rzeszy. 21 kwietnia wieś oswobodziła się spod niemieckiej okupacji. Po II wojnie światowej nadal pozostała w Czechosłowacji. W latach 1978–1990 była włączona do Hulczyna jako osobna dzielnica. Po rozpadzie Czechosłowacji znalazła się w Czechach.

## Zabytki
- Kościół św. Mateusza
- Pozostałości przedwojennych czechosłowackich granicznych umocnień wojennych